# De Rith
De Rith is een natuur- en cultuurgebied ten westen van Effen. In de nabijheid liggen ook de buurtschappen Rith en Achterste Rith.
Deze naam is afgeleid van het middeleeuwse rijt ('kleine waterloop', verwant met rijn), dat later ook gebruikt werd voor aan zo'n water gelegen land. Het betrof oorspronkelijk een gebied van gemeenschappelijke gronden, gelegen aan de Bijloop. De gronden waren eigendom van de heren van Breda. Er werd hier turf gewonnen, waartoe in de 17e eeuw de Turfvaart werd gegraven, een kanaal van 19 kilometer lengte, dat min of meer parallel liep aan de Bijloop. Met platte schepen werd de turf hierdoor naar Breda vervoerd. Op de terugweg werd stadsmest meegevoerd, waarmee de bodem van het gebied werd bemest.
In 1649 kreeg een zekere Jacob Beens van de heren van Breda de zeggenschap over het gebied. Hij ontgon het waardoor hij veel meer pacht kon vragen. Het oorspronkelijke gemeenschappelijk gebruik door de omwonenden werd daardoor echter onmogelijk. Er werd een rechtszaak aangespannen, er zou zelfs een poging zijn geweest om Beens te verdrinken, maar uiteindelijk werd Beens in het gelijk gesteld.
Tegenwoordig is De Rith een kleinschalig en afwisselend gebied met bosjes, enkele vijvers, en land- en tuinbouwbedrijven, waaronder asperge-, aardbeien- en kersenteelt.
Het gebied sluit in het zuiden aan bij het natuurgebied Vloeiweide, dat op Zunderts grondgebied gelegen is. In noordelijke richting vindt men het Liesbos.

## Externe bron
- Video Omroep Brabant